# Siemens-Schuckert D.IV
Il Siemens-Schuckert D.IV fu un caccia biplano monoposto sviluppato dall'azienda tedesco imperiale Siemens-Schuckertwerke negli anni dieci del XX secolo.
Ulteriore sviluppo del Siemens-Schuckert D.III, venne introdotto nel 1918 come equipaggiamento dei reparti da caccia della Luftstreitkräfte, la componente aerea del Deutsches Heer (l'esercito imperiale tedesco), durante le ultime fasi della prima guerra mondiale. Pur considerato superiore al già ottimo Fokker D.VII, venne prodotto in un numero limitato di esemplari entrati in servizio oramai troppo tardi per avere un sostanziale impatto sul risultato della guerra aerea.

## Storia del progetto
Nell'ambito di un programma di sviluppo atto a migliorare le prestazioni dei modelli da lei prodotti, nel 1918 la Siemens-Schuckert avviò il progetto del D.IV, come da convenzione Idflieg, apportando al disegno del precedente D.III una serie di modifiche, tra cui la velatura che adottò un diverso profilo ed una diversa apertura alare, di minore dimensione rispetto al precedente modello, al fine di ridurre la resistenza aerodinamica generale.
Il prototipo, portato in volo per la prima volta nell'agosto 1918, rivelò possedere una maggiore velocità massima pur a scapito di una peggiorata manovrabilità orizzontale e la commissione preposta alla valutazione ne dichiarò l'idoneità richiedendone l'immediato avvio alla produzione in serie.
La Siemens-Schuckert ottenne un ordine di fornitura per 50 esemplari nel mese di aprile, tuttavia il termine del conflitto interruppe la produzione dopo solo 44 unità, delle quali solo un numero limitato raggiunsero i reparti della Luftstreitkräfte incaricati della difesa aerea del territorio nazionale. Non è noto quanti D.IV siano stati effettivamente utilizzati in combattimento.

## Tecnica
Il D.IV era un velivolo di costruzione interamente lignea che riproponeva l'impostazione più utilizzata in quel periodo, monomotore monoposto a velatura biplana e carrello fisso.
La fusoliera, di sezione circolare e realizzata con struttura in legno ricoperta da pannelli in compensato tranne che nella parte anteriore, integrava l'unico abitacolo aperto destinato al pilota. Posteriormente terminava in un impennaggio classico monoderiva.
La configurazione alare era biplana, dalle ali con struttura in legno ricoperta di tela trattata, collegate tra loro da una coppia di montanti a "V", uno per lato, ed integrati da cavetti in acciaio.
Il carrello d'atterraggio era fisso ed ammortizzato, molto semplice, montato su una struttura tubolare al di sotto della fusoliera, dotato di ruote di grande diametro collegate da un asse rigido ed integrato posteriormente con un pattino d'appoggio.
La propulsione era affidata ad un motore Siemens-Halske Sh.IIIa, un motore rotativo a pistoni ad 11 cilindri raffreddato ad aria in grado di erogare una potenza pari a 160 PS (118 kW), montato all'estremità anteriore della fusoliera e ricoperto da una cappottatura metallica integrale ma dotata di quattro grandi fori di aerazione, abbinato ad un'elica quadripala in legno a passo fisso.
L'armamento consisteva in una coppia di mitragliatrici LMG 08/15 da 7,92 mm poste davanti all'abitacolo che, dotate di apparato di sincronizzazione Schneider, consentivano di sparare senza conseguenze attraverso il disco dell'elica.

## Utilizzatori
Germania
- Luftstreitkräfte